# Долна Крупа
Долна Крупа (словац. Dolná Krupá) — село, громада округу Трнава, Трнавський край. Кадастрова площа громади — 24.63 км². Протікає Крупський потік.
Населення 2455 осіб (станом на 31 грудня 2020 року).

## Історія
Долна Крупа згадується 1113 року.

## Населення
| Рік:            | 1994. | 2004.   | 2014.   | 2024.   |
| --------------- | ----- | ------- | ------- | ------- |
| Кількість осіб: | 2205  | 2229    | 2284    | 2454    |
| Різниця:        |       | +1,08 % | +2,46 % | +7,44 % |

| Рік:            | 2023. | 2024. |
| --------------- | ----- | ----- |
| Кількість осіб: | 2454  | 2454  |
| Різниця:        |       | +0 %  |